# مغامرات سامي 2 (فلم)
مغامرات سامي 2 (بالإنجليزية: Sammy's Adventures 2) فيلم رسوم متحركة ثلاثي الأبعاد بلجيكي من إخراج (بين ستسن) صدر في 15 أغسطس 2012، وهي الجزء الثاني من مغامرات سامي

يتحدث فيلم (مغامرات سامي 2) عن التحديات والمغامرات التي واجهت «سامي» و«ري» في حوض الأسماك بعد أن أمسك بهما صيادون أثناء خروجهما من البحر. وكانا قبل الحياة في حوض الأسماك يعيشان حياة آمنة ويسافران إلى المحيطات العالمية ويساعدان الحفيدة «ايلا» والحفيد «ريكي» اللذان ولدا في هذا العالم على التأقلم مع البيئة الجديدة.

## روابط خارجية
- مغامرات سامي 2 على موقع IMDb (الإنجليزية)
- مغامرات سامي 2 على موقع روتن توميتوز (الإنجليزية)
- مغامرات سامي 2 على موقع نتفليكس (الإنجليزية)
- مغامرات سامي 2 على موقع قاعدة بيانات الأفلام العربية
- مغامرات سامي 2 على موقع ألو سيني (الفرنسية)
- مغامرات سامي 2 على موقع Turner Classic Movies (الإنجليزية)
- مغامرات سامي 2 على موقع أول موفي (الإنجليزية)
- مغامرات سامي 2 على موقع فيلمافينيتي (الإسبانية)
- مغامرات سامي 2 على موقع قاعدة بيانات الأفلام السويدية (السويدية)
- مغامرات سامي 2 على موقع قاعدة بيانات الفيلم (الإنجليزية)